# 마쓰다이라 히로타다

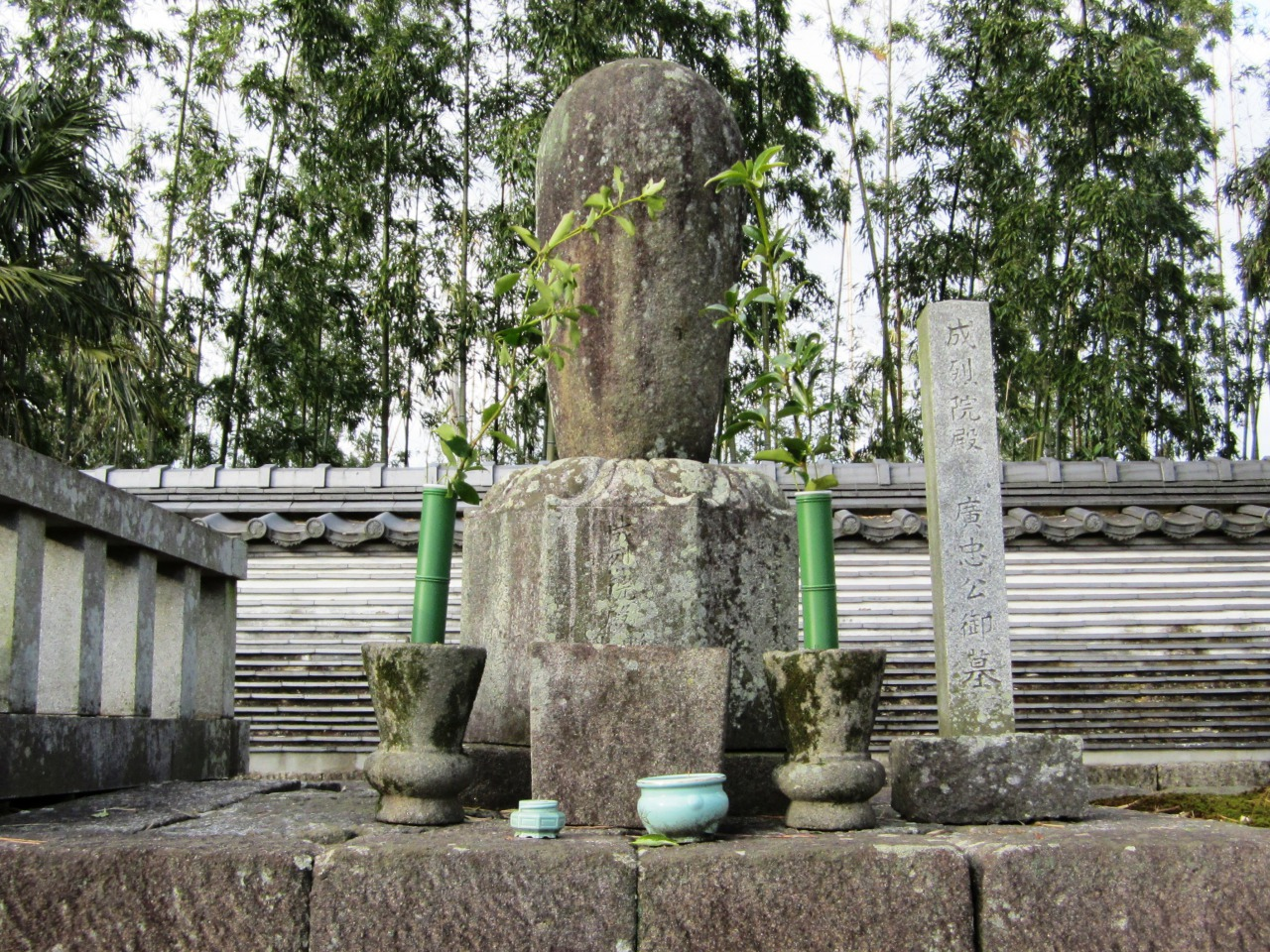

마쓰다이라 히로타다(일본어: 松平広忠, 1526년 6월 9일 ~ 1549년 4월 3일)는 센고쿠 시대의 무장이다. 오카자키 성주이자 에도 막부의 초대 쇼군 도쿠가와 이에야스의 아버지이다.
아버지 마쓰다이라 기요야스가 모리야마의 변으로 인하여 죽음을 당하자, 오카자키 성주 자리를 물려받았다. 1549년 가신에 의해 살해당하였다.
| 전임 마쓰다이라 기요야스 | 제8대 마쓰다이라 종가 당주 1535년 ~ 1549년 | 후임 마쓰다이라 이에야스 |